# Arrabal de Santo Domingo

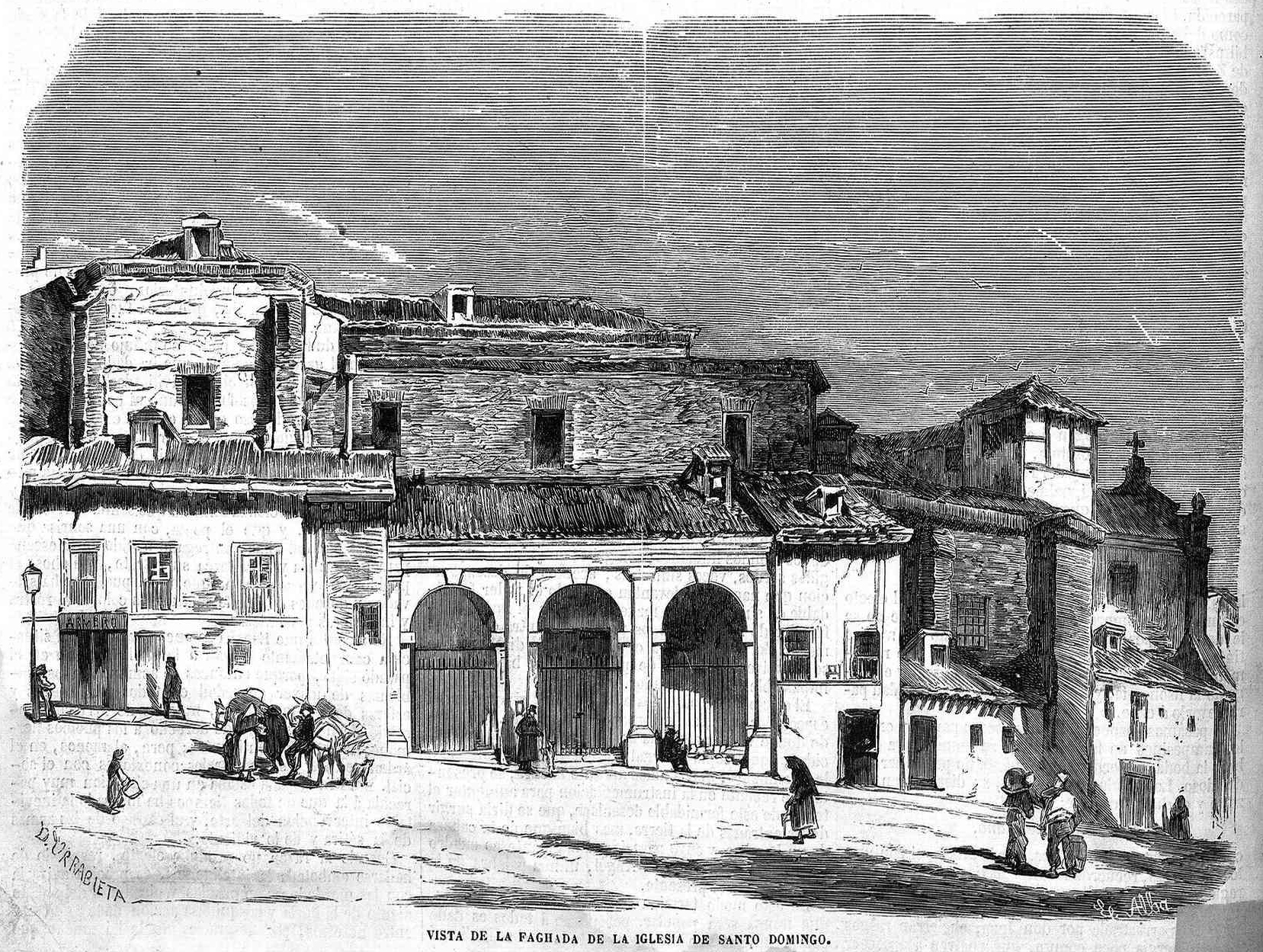
Vista de la fachada del convento de Santo Domingo el Real, en El Museo Universal (1869), a cuyo alrededor se fue formando el arrabal que llevó su nombre.

El arrabal de Santo Domingo fue una barriada extramuros del primitivo Madrid amurallado, que creció en torno al convento de Santo Domingo el Real, fundado al inicio del siglo xiii.

## Origen, superficie y desarrollo
El arrabal de Santo Domingo, considerado con el de San Francisco como uno de los dos arrabales menores, frente a los de San Martín, San Ginés, Santa Cruz y San Millán, Documentado el cenobio a partir de 1220, quedó aislado de la Villa murada por el barranco de las Hontanillas generado por los Caños del Peral.
Para Montero Vallejo fue un arrabal campesino hasta la Edad Moderna, dependiendo la explotación agrícola del entorno de las necesidades del monasterio dominico. Su evolución, bien documentada pero imprecisa apenas permite situar las «dos carreteras del rey y la corredera de Ropas Viejas».